# Leichtathletik-Weltmeisterschaften 2017/Teilnehmer (Republik Moldau)
| Gelbes Symbol für Goldmedaillen mit stilisierten Olympischen Ringen | Graues Symbol für Silbermedaillen mit stilisierten Olympischen Ringen | Braundes Symbol für Bronzemedaillen mit stilisierten Olympischen Ringen |
| ------------------------------------------------------------------- | --------------------------------------------------------------------- | ----------------------------------------------------------------------- |
| —                                                                   | —                                                                     | —                                                                       |

Von der Republik Moldau wurden drei Athletinnen und zwei Athleten für die Leichtathletik-Weltmeisterschaften 2017 in London nominiert. Dabei ist bemerkenswert, dass mit Marina Nichișenco (geb. Marghieva), Zalina Petrivskaya (geb. Marghieva) und Serghei Marghiev drei Geschwister der Mannschaft angehörten, die mit ihrem Vater Soslan Marghiev auch den gleichen Trainer hatten.

## Ergebnisse

### Frauen

#### Sprung/Wurf
| Athletin           | Disziplin   | Qualifikation | Qualifikation | Finale             | Finale             |
| Athletin           | Disziplin   | Weite         | Platz         | Weite              | Platz              |
| ------------------ | ----------- | ------------- | ------------- | ------------------ | ------------------ |
| Dimitriana Surdu   | Kugelstoßen | 17,37 m       | 19            | nicht qualifiziert | nicht qualifiziert |
| Marina Nichișenco  | Hammerwurf  | 64,63 m       | 27            | nicht qualifiziert | nicht qualifiziert |
| Zalina Petrivskaya | Hammerwurf  | 67,05 m       | 19            | nicht qualifiziert | nicht qualifiziert |

### Männer

#### Sprung/Wurf
| Athlet           | Disziplin  | Qualifikation | Qualifikation | Finale             | Finale             |
| Athlet           | Disziplin  | Weite         | Platz         | Weite              | Platz              |
| ---------------- | ---------- | ------------- | ------------- | ------------------ | ------------------ |
| Serghei Marghiev | Hammerwurf | 75,18 m       | 9             | 75,87 m            | 8                  |
| Andrian Mardare  | Speerwurf  | 80,18 m       | 17            | nicht qualifiziert | nicht qualifiziert |